# فولک چهارم، کنت آنژو
فولک چهارم کنت آنژو از سال ۱۰۶۸ تا زمان مرگش در سال ۱۱۰۹ میلادی بود.  وی پسر جفری دوم و ارمنگارد آنژو بود. فولک، پادشاه اورشلیم، پسر وی بود.